# Szenna (Borsod-Abaúj-Zemplén vármegye)
Szenna Borsod-Abaúj-Zemplén vármegye Ózd városának része, zsáktelepülés. A Volánbusz ózdi 7-es járata jár ide.

## Története
Kialakulása az Ózdi Vasgyár szénigényének köszönhető. Korábban Urajhoz tartozott, de mivel összeköttetése Ózddal jobb volt, ezért 1909. november 11-én átcsatolták oda. (Maga Uraj 1978-ban lett a város része.) A bányászat az összes környékbeli bányához hasonlóan itt is megszűnt.[mikor?]